# The Freedom Book
The Freedom Book – album studyjny amerykańskiego saksofonisty jazzowego Bookera Ervina, wydany w 1964 roku z numerem katalogowym PRST 7295 nakładem Prestige Records.

## Powstanie
Materiał na płytę został zarejestrowany 3 grudnia 1963 roku przez Rudy’ego Van Geldera w należącym do niego studiu (Van Gelder Studio) w Englewood Cliffs w stanie New Jersey. Utwory wykonali: Booker Ervin (saksofon tenorowy), Jaki Byard (fortepian), Richard Davis (kontrabas), Alan Dawson (perkusja). Produkcją albumu zajął się Don Schlitten.

## Lista utworów
Opracowano na podstawie materiału źródłowego.
Wydanie LP
Strona A
| Nr | Tytuł utworu    | Muzyka       | Długość |
| -- | --------------- | ------------ | ------- |
| 1. | „A Lunar Tune”  | Booker Ervin | 7:47    |
| 2. | „Cry Me Not”    | Randy Weston | 4:52    |
| 3. | „Grant’s Stand” | Ervin        | 7:59    |
|    |                 |              | 20:38   |

Strona B
| Nr | Tytuł utworu     | Muzyka | Długość |
| -- | ---------------- | ------ | ------- |
| 1. | „A Day to Mourn” | Ervin  | 9:30    |
| 2. | „Al’s In”        | Ervin  | 9:49    |
|    |                  |        | 19:19   |

## Twórcy
Opracowano na podstawie materiału źródłowego.
Muzycy:
- Booker Ervin – saksofon tenorowy
- Jaki Byard – fortepian
- Richard Davis – kontrabas
- Alan Dawson – perkusja

Produkcja:
- Don Schlitten – produkcja muzyczna
- Rudy Van Gelder – inżynieria dźwięku
- David A. Himmelstein – liner notes